# El Canto Gregoriano en el Camino de Santiago
El Canto Gregoriano en el Camino de Santiago é um álbum de canto gregoriano gravado pelos monges do Mosteiro de Santo Domingo de Silos com canções relacionadas aos Caminhos de Santiago.
O álbum apresenta peças musicais retiradas do Codex Calixtinus, do antifonário moçárabe e um compilado de cânticos gregorianos tradicionais da liturgia romana.
As peças retiradas do Códice Calixtino são próprias dos festejos do apóstolo Santiago Maior da Catedral de Santiago de Compostela; as peças moçárabes advém da liturgia moçárabe ou visigótica; e, por fim, as peças gregorianas são cantos variados da liturgia romana. tradicional.
A gravação foi dirigida pelo musicológo Ismael Fernández de la Cuesta.

## Faixas
| Codex Calixtinus |                           |         |  |
| N.º              | Título                    | Duração |  |
| 1.               | "O Adiutor Omnium"        | 4:36    |  |
| 2.               | "Alleluia in Greco"       | 2:28    |  |
| 3.               | "Ad Honorem Regis"        | 1:21    |  |
| 4.               | "Clemens Servulorum"      | 4:13    |  |
| 5.               | "Ecce Adest Nunc Iacobus" | 3:33    |  |
| 6.               | "Regi Perennis Glorie"    | 2:46    |  |
| 7.               | "Congaudeant Catholici"   | 3:02    |  |
| 8.               | "Dum Pater Familias"      | 2:53    |  |

| Antifonário moçárabe |                                         |         |  |
| N.º                  | Título                                  | Duração |  |
| 9.                   | "Lección I De Jueves Santo"             | 4:38    |  |
| 10.                  | "Lección II De Jueves Santo"            | 3:57    |  |
| 11.                  | "Lección I De Viernes Santo"            | 3:45    |  |
| 12.                  | "Lección I De Sábado Santo"             | 5:15    |  |
| 13.                  | "Oración De Jeremías"                   | 5:01    |  |
| 14.                  | "Gloria (Antifonario Mozárabe de León)" | 2:44    |  |

| Cantos gregorianos - liturgia romana |                                                               |         |  |
| N.º                                  | Título                                                        | Duração |  |
| 15.                                  | "Puer natus est nobis, introitus (modo VII)"                  | 3:40    |  |
| 16.                                  | "Genuit puerpera regem, antiphona y psalmas 99 (modo I)"      | 3:00    |  |
| 17.                                  | "Ave mundi spes Maria, sequentia (modos VII y VIII)"          | 4:22    |  |
| 18.                                  | "Oculi omnium, gradualis (Modo VII)"                          | 3:25    |  |
| 19.                                  | "Veni Creator Spiritus, hymnus (Modo VIII)"                   | 2:37    |  |
| 20.                                  | "Alleluia, Beatus vir qui suffert (Modo I)"                   | 3:13    |  |
| 21.                                  | "Os iusti, gradualis (Modo I)"                                | 2:53    |  |
| 22.                                  | "Spiritus Domini, intoritus (Modo VIII)"                      | 3:49    |  |
| 23.                                  | "Kyre fons bonitatis, tropus (Modo III)"                      | 4:04    |  |
| 24.                                  | "Laetatus summ , gradualis (Modo VII)"                        | 2:20    |  |
| 25.                                  | "A solis ortus cardine, hymnus (Modo III)"                    | 3:04    |  |
| 26.                                  | "Christus factus est pro nobis, gradualis (Modo V)"           | 2:43    |  |
| 27.                                  | "Mandatus novem do vobis, antiphona y psalmus 132 (Modo III)" | 1:43    |  |
| 28.                                  | "Media vita in morte sumus, responsorium (Modo IV)"           | 6:11    |  |